# تشارلز هاريسون (موزع)
تشارلز هاريسون (بالإنجليزية: Charles Harrison)‏ هو موزع بريطاني، ولد في 21 مارس 1974.